# Iridopsis scolancala
Iridopsis scolancala là một loài bướm đêm trong họ Geometridae.